# Hans Grabowski (Informatiker)
Hans Grabowski (* 4. Mai 1934 in Friedrichshütte/Oberschlesien; † 17. November 2008) war ein deutscher Ingenieurinformatiker. Er war Wegbereiter des rechnergestützten Konstruierens.

## Leben
Grabowski studierte von 1951 bis 1954 Werkzeugmaschinenbau an der Ingenieurschule Magdeburg und war anschließend als Konstrukteur tätig. Von 1961 bis 1968 studierte er Fertigungstechnik an der RWTH Aachen. 1972 wurde er in Aachen mit der Arbeit Ein System zur technischen Angebotsplanung in Unternehmen mit auftragsgebundener Fertigung zum Dr.-Ing. promoviert. 1971 veröffentlichte er das erste deutschsprachige Buch zur Rechneranwendung Rechnergestütztes Konstruieren.
1975 erhielt er den Ruf auf die Professur für Angewandte Informatik an der TH Karlsruhe, später als Lehrstuhl für „Rechneranwendung in Planung und Konstruktion (RPK)“ international bekannt.
Am RPK wurden unter seiner Leitung über 400 Veröffentlichungen über Rechneranwendung und Produktentwicklung publiziert. Grabowski veröffentlichte 13 wichtige Werke zum Thema und betreute 125 Dissertationen. Er hat maßgebende Forschungsarbeiten zu CAD-Systemen geleistet. Er war 1993 Mitbegründer und von 1998 bis 2002 Vorsitzender des Berliner Kreises, eines wissenschaftlichen Forums für Produktentwicklung. Er erhielt zahlreiche Auszeichnungen.
Zum 1. Januar 2004 hat er die Leitung des Forschungsbereichs PDE (ehemals CAD/CAM) am FZI Forschungszentrum Informatik an der Universität Karlsruhe (TH) an Jivka Ovtcharova übergeben.

## Ehrungen und Auszeichnungen
- Borchers-Plakette der RWTH Aachen
- Fritz-Kesselring-Medaille des VDI
- Maschinenbaupreis des VDMA
- Ehrendoktorwürde der Technischen Universität Budapest
- Ehrenzeichen des VDI
- Ehrenprofessorenwürde der Universität für Luft- und Raumfahrt Peking
- D.T. Ross-Medaille (2006)[1]

## Schriften
- Hans Grabowski: Rechnergestütztes Konstruieren. 1971.
- Dieter Richter, Hans Grabowski: Engineering Information in Data Bases and Knowledge Based Systems. Wiley-VCH, 1990, ISBN 3-05-501272-0.
- Hans Grabowski, Reiner Anderl, Michael J. Pratt: Advanced Modelling for CAD/CAM Systems. Springer, 1991, ISBN 3-540-53943-3.
- Erich Frese, Hans Grabowski, Klaus Heinz, Hans-Jörg Bullinger (Hrsg.): Lernende Organisationen. Konzepte, Methoden und Erfahrungsberichte. Schäffer-Poeschel, 1996, ISBN 3-7910-1083-2.
- Hans Grabowski, Stefan Rude: Informationslogistik. Rechnerunterstützte unternehmensübergreifende Kooperation. Teubner, 1999, ISBN 3-519-06384-0.
- Hans Grabowski, Ralf Lossack, Jörg Weißkopf: Datenmanagement in der Produktentwicklung. Fachbuchverlag Leipzig, 2001, ISBN 3-446-21698-7.
- Hans Grabowski, Reiner Anderl: Produktdatenaustausch und CAD-Normteile. Für Konstruktionsleiter, Normstellenleiter, CAD-Projektleiter, DV-Leiter. Shaker, 2002, ISBN 3-8169-0606-0.
- Hans Grabowski: Rechnerunterstützte Produktentwicklung und -herstellung – auf Basis eines integrierten Produkt- und Produktionsmodells. Shaker, 2002, ISBN 3-8322-0440-7.
- Hans Grabowski, Thomas Paral: Erfolgreich Produkte entwickeln: Methoden. Prozesse. Wissen. LOG X, 2004, ISBN 3-932298-23-3.